# Asha de Vos
Asha de Vos (1979) es una bióloga marina de Sri Lanka, educadora oceánica y pionera de la investigación de la ballena azul en el norte del Océano Índico. Conocida por su Proyecto Ballena Azul, es Senior de TED y fue elegida para el premio BBC 100 Women en 2018. Fue becaria de Exploradores Emergentes National Geographic 2016.

## Trayectoria
De Vos nació en 1979 en Sri Lanka. Cuando tenía seis años, sus padres le llevaban revistas National Geographic que la inspiraron para ser una "científica aventurera".
De Vos cursó sus estudios primarios en el Ladies' College de Colombo y, tras completarlos en la Colombo International School, se trasladó a Escocia para cursar estudios universitarios de biología marina y medioambiental en la Universidad de St. Andrews.  Posteriormente obtuvo un máster en ciencias bio-integrativas en la Universidad de Oxford y un doctorado en la Universidad de Australia Occidental.De Vos es la primera persona de Sri Lanka en obtener un doctorado en investigación de mamíferos marinos.
De Vos trabajó como oficial superior de programas en la unidad marina y costera de la Unión Internacional para la Conservación de la Naturaleza. En 2008 fundó el Proyecto de la Ballena Azul de Sri Lanka, que constituye el primer estudio a largo plazo sobre la ballena azul en el norte del Océano Índico. Sus investigaciones revelaron que una población única no reconocida de ballenas azules, que hasta entonces se creía que migraba cada año, permanecía en aguas cercanas a Sri Lanka durante todo el año.Como consecuencia de las investigaciones de Vos, la Comisión Ballenera Internacional ha designado a la ballena azul de Sri Lanka especie que necesita urgentemente investigación para su conservación y ha empezado a colaborar con el gobierno de Sri Lanka en el tema de los impactos de los barcos en las ballenas. 
De Vos es miembro invitado del Grupo de Especialistas en Cetáceos de la Comisión de Supervivencia de Especies de la UICN. Fue becaria postdoctoral en la Universidad de California Santa Cruz y bloguera invitada de National Geographic.Así mismo, es la fundadora y directora de la organización sin ánimo de lucro Oceanswell, la primera organización de investigación y educación sobre conservación marina de Sri Lanka.Cree que la salud y el futuro de las costas dependen de la población local. Sostiene que la "ciencia del paracaídas", es decir, la práctica de científicos occidentales que recogen datos en países en desarrollo y luego se marchan sin formar a la población local ni invertir en la región, es insostenible y paraliza los esfuerzos de conservación.
De Vos también ha declarado que las mujeres deben definirse por su capacidad y no dejar que su género limite su potencial.

## Reconocimientos
De Vos es una Senior Fellow de TED, una Global Fellow en Conservación Marina  de la Universidad de Duke y ha sido seleccionada como una Joven Líder Global por el Foro Económico Mundial. 
En 2013 recibió el Premio del Presidente a las Publicaciones Científicas en su país. En 2015, fue becaria del Marine Conservation Action Fund y en 2016 se convirtió en becaria de Pew Marine.Ambas becas implican un reconocimiento de su compromiso y contribución a la investigación y a la conservación de los ecosistemas marinos.
En 2018, recibió el premio WINGS (WorldQuest Women of Discovery Sea) estos premios fueron establecidos para reconocer a mujeres que hacen contribuciones significativas al conocimiento mundial y la ciencia a través de la investigación.
El 26 de mayo de 2018, recibió el premio Golden Alumni en la categoría de Logro Profesional en la primera edición de los premios Golden Alumni del British Council. Más tarde ese mismo año, fue incluida en la lista BBC 100 Women.
El 27 de marzo de 2019, el parlamento de Sri Lanka nombró a De Vos como una de las 12 Women Changemakers y en 2020, fue nombrada Heroína Marina del Año por la revista Scuba Diving.